# Olympische Winterspiele 1976/Bob
Bei den XII. Olympischen Winterspielen 1976 in Innsbruck fanden zwei Wettbewerbe im Bobfahren statt. Austragungsort war die Olympia-Bobbahn im Stadtteil Igls.

## Bilanz

### Medaillenspiegel
| Platz | Land           | Gold | Silber | Bronze | Gesamt |
| ----- | -------------- | ---- | ------ | ------ | ------ |
| 1     | DDR            | 2    | –      | –      | 2      |
| 2     | BR Deutschland | –    | 1      | 1      | 2      |
| 2     | Schweiz        | –    | 1      | 1      | 2      |

### Medaillengewinner
| Konkurrenz | Gold                                                                    | Silber                                                 | Bronze                                                                |
| ---------- | ----------------------------------------------------------------------- | ------------------------------------------------------ | --------------------------------------------------------------------- |
| Zweierbob  | Meinhard Nehmer, Bernhard Germeshausen                                  | Wolfgang Zimmerer, Manfred Schumann                    | Erich Schärer, Josef Benz                                             |
| Viererbob  | Meinhard Nehmer, Jochen Babock, Bernhard Germeshausen, Bernhard Lehmann | Erich Schärer, Ulrich Bächli, Rudolf Marti, Josef Benz | Wolfgang Zimmerer, Peter Utzschneider, Bodo Bittner, Manfred Schumann |

## Ergebnisse
(alle Laufzeiten in Sekunden, Gesamtzeiten in Minuten)

### Zweierbob
| Platz | Land | Sportler                                           | 1. Lauf | 2. Lauf | 3. Lauf | 4. Lauf | Gesamt  |
| ----- | ---- | -------------------------------------------------- | ------- | ------- | ------- | ------- | ------- |
| 1     | DDR  | DDR II: Meinhard Nehmer, Bernhard Germeshausen     | 56,24   | 56,04   | 55,87   | 56,27   | 3:44,42 |
| 2     | FRG  | Deutschland I: Wolfgang Zimmerer, Manfred Schumann | 56,09   | 56,31   | 56,26   | 56,33   | 3:44,99 |
| 3     | SUI  | Schweiz I: Erich Schärer, Josef Benz               | 56,43   | 56,53   | 56,33   | 56,41   | 3:45,70 |
| 4     | AUT  | Österreich II: Fritz Sperling, Andreas Schwab      | 56,06   | 56,19   | 56,73   | 56,76   | 3:45,74 |
| 5     | FRG  | Deutschland II: Georg Heibl, Fritz Ohlwärter       | 56,36   | 56,43   | 56,59   | 56,75   | 3:46,13 |
| 6     | AUT  | Österreich I: Dieter Delle Karth, Franz Köfel      | 56,52   | 56,76   | 56,47   | 56,62   | 3:46,37 |
| 7     | GDR  | DDR I: Horst Schönau, Raimund Bethge               | 56,89   | 56,79   | 56,74   | 56,55   | 3:46,97 |
| 8     | ITA  | Italien I: Giorgio Alverà, Franco Perruquet        | 56,62   | 56,71   | 56,84   | 57,13   | 3:47,30 |
| 9     | SWE  | Schweden I: Carl-Erik Eriksson, Kenth Rönn         | 57,09   | 57,20   | 57,16   | 56,96   | 3:48,41 |
| 10    | SUI  | Schweiz II: Fritz Lüdi, Thomas Hagen               | 56,95   | 57,32   | 57,35   | 57,48   | 3:49,10 |

1. und 2. Lauf: 6. Februar 1976 
 3. und 4. Lauf: 7. Februar 1976
24 Bobs am Start, alle in der Wertung.

### Viererbob
| Platz | Land | Sportler                                                                               | 1. Lauf | 2. Lauf | 3. Lauf | 4. Lauf | Gesamt  |
| ----- | ---- | -------------------------------------------------------------------------------------- | ------- | ------- | ------- | ------- | ------- |
| 1     | DDR  | DDR I: Meinhard Nehmer, Jochen Babock, Bernhard Germeshausen, Bernhard Lehmann         | 54,43   | 54,64   | 55,51   | 55,85   | 3:40,43 |
| 2     | SUI  | Schweiz II: Erich Schärer, Ulrich Bächli, Rudolf Marti, Josef Benz                     | 54,96   | 54,81   | 55,28   | 55,84   | 3:40,89 |
| 3     | FRG  | Deutschland I: Wolfgang Zimmerer, Peter Utzschneider, Bodo Bittner, Manfred Schumann   | 54,82   | 54,87   | 55,53   | 56,15   | 3:41,37 |
| 4     | DDR  | DDR II: Horst Schönau, Horst Bernhardt, Harald Seifert, Raimund Bethge                 | 55,11   | 55,12   | 55,63   | 56,58   | 3:42,44 |
| 5     | FRG  | Deutschland II: Georg Heibl, Hans Morant, Siegfried Radandt, Fritz Ohlwärter           | 54,92   | 54,98   | 55,70   | 56,87   | 3:42,47 |
| 6     | AUT  | Österreich II: Werner Delle Karth, Andreas Schwab, Heinz Krenn, Otto Breg, Franz Köfel | 54,66   | 55,80   | 56,10   | 56,65   | 3:43,21 |
| 7     | AUT  | Österreich I: Fritz Sperling, Kurt Oberhöller, Gerd Zaunschirm, Dieter Gehmacher       | 55,51   | 55,62   | 56,05   | 56,61   | 3:43,79 |
| 8     | ROM  | Rumänien I: Dragoș Panaitescu-Rapan, Paul Neagu, Costel Ionescu, Gheorghe Lixandru     | 55,54   | 55,51   | 56,18   | 56,68   | 3:43,91 |
| 9     | SUI  | Schweiz I: Fritz Lüdi, Thomas Hagen, Rudolf Schmid, Karl Häseli                        | 55,29   | 55,33   | 56,37   | 57,05   | 3:44,04 |
| 10    | FRA  | Frankreich I: Gérard Christaud-Pipola, Alain Roy, André Belle, Serge Hissung           | 55,75   | 55,66   | 56,43   | 57,06   | 3:44,90 |

1. und 2. Lauf: 13. Februar 1976 
 3. und 4. Lauf: 14. Februar 1976
21 Bobs am Start, alle in der Wertung.
Schweiz II fuhr in den Durchgängen 3 und 4 zwar jeweils Bestzeit, doch war der Vorsprung von DDR I zu groß, um noch die Goldmedaille zu erringen. Österreich II musste den letzten Lauf mit Ersatzmann Heinz Krenn bestreiten, da Andreas Schwab sich verletzt hatte.